# Pavlica, Raška
Pavlica (izvirno srbsko Павлица) je naselje v Srbiji, ki upravno spada pod Občino Raška; slednja pa je del Raškega upravnega okraja.

## Demografija
V naselju živi 134 polnoletnih prebivalcev, pri čemer je njihova povprečna starost 48,5 let (44,4 pri moških in 53,4 pri ženskah). Naselje ima 51 gospodinjstev, pri čemer je povprečno število članov na gospodinjstvo 3,06.
To naselje je, glede na rezultate popisa iz leta 2002, večinoma srbsko, a v času zadnjih treh popisov je opazno zmanjšanje števila prebivalcev.
|  |

| Demografija | Demografija     | Demografija     |
| Leto        | Št. prebivalcev | Št. prebivalcev |
| ----------- | --------------- | --------------- |
|             |                 |                 |
|             |                 |                 |
|             |                 |                 |
|             |                 |                 |
| 1948        | 445             |                 |
| 1953        | 469             |                 |
| 1961        | 452             |                 |
| 1971        | 377             |                 |
| 1981        | 287             |                 |
| 1991        | 175             | 175             |
| 2002        | 156             | 156             |
|             |                 |                 |

| Etnična sestava po popisu iz leta 2002 | Etnična sestava po popisu iz leta 2002 | Etnična sestava po popisu iz leta 2002 | Etnična sestava po popisu iz leta 2002 | Etnična sestava po popisu iz leta 2002 |
| -------------------------------------- | -------------------------------------- | -------------------------------------- | -------------------------------------- | -------------------------------------- |
| Srbi                                   | Srbi                                   |                                        | 154                                    | 98,71%                                 |
| Neznano                                | Neznano                                |                                        | 2                                      | 1,28%                                  |